# 1703
1703. је била проста година.

## Догађаји

### Мај
- 27. мај — Руски цар Петар Велики основао је нову престоницу Русије на ушћу реке Неве у Балтичко море, Санкт Петербург.

### Јун
- 15. јун — Мађари су се побунили против Хабзбурга под вођством Ференца II Ракоција.

## Смрти

### Март
- 3. март — Роберт Хук, енглески физичар. (* 1635).

### Мај
- 16. мај — Шарл Перо, француски књижевник